# レオ・オーンスタイン
レオ・オーンスタイン（英: Leo Ornstein、1893年12月2日 - 2002年2月24日）は、アメリカ合衆国のピアニスト・作曲家・教育者。姓はオルンスタイン、オーンステインとも表記される。
アメリカで演奏家・作曲家として20世紀ヨーロッパ音楽の流れを汲む緻密な書法の前衛音楽・実験音楽を追究した。40代で演奏界から退いたものの、終生にわたって旺盛な創作活動を続けた。主要作品のいくつかの楽譜はオースタインの公式ホームページからダウンロードできるようになっている。

## 生涯
1893年、ロシア領（現 ウクライナ）クレメンチュークのユダヤ人家庭に生まれる。伝えられるところによると、8歳までにピアノ演奏に習熟し、わずか10歳でサンクトペテルブルク音楽院に進学を許されるほどの神童であったという。家族に連れられ1907年に渡米し、ニューヨークの音楽芸術研究所（ジュリアード音楽院の前身）に編入。1911年にピアニストとして異例のニューヨーク・デビューを果たし、それからの2年間は、急進的な自作の演奏に加えて、当時としては尖鋭的な、ドビュッシー、スクリャービン、シェーンベルク、ラヴェル、コダーイ、バルトーク、ストラヴィンスキーらの作品のアメリカ初演を敢行した。
1913年から1920年代半ばまで、おおかた演奏活動からは手を引いたが、アメリカ楽壇では割合よく知られた（いくつかの見方からすると、悪名高い）存在となった。ピアノ曲《未開人の踊り Danse Sauvage》（1913年から1914年ごろ？）や《ヴァイオリン・ソナタ第1番》（しばしば誤って1913年といわれるが、正しくは1915年）のような作品は、トーン・クラスターの徹底的な利用に先鞭をつけた作品である（しかしながらオーンスタインより5歳年下のヘンリー・カウエルの作風がむしろ知名度が高い）。
音楽評論家のジェームズ・ハネカーは、「まさか自分が生きているうちに、アーノルト・シェーンベルクが大人しく聞こえるようになろうとは――。だがそのように、ほとんど弱気でたどたどしく聞こえるのも、オーンスタイン――うんと大げさに言えば、冷血の、生粋の未来派の作曲家――が生れ出たからこそである」と評している（時にオーンスタインは、カウエルとそのサークルらとともに、「未来派」だけでなく、「ウルトラモダニスト」というレッテルも貼られた）。
オーンスタインがトーン・クラスターを含んだ最も有名な作品《飛行機に乗って自殺 Suicide in an Airplane》をいつ作曲したのかは定かでなく、おそらく1918年か1919年とされている。1927年には不協和音と複雑なリズム構成が冒険的に駆使された、画期的な《ピアノ五重奏曲》を作曲した。これはオーンスタインの室内楽曲の傑作である。オーンスタインは1913年頃のコロンビアに78rpm録音を10インチ4面を残しており、曲目はショパン「黒鍵のエチュード」「即興曲第1番 Op.29」グリーグ「蝶々」ポルディーニの小品である。また、アンピコ社製ピアノロールへの数々の録音は保存されている。

### 後半生
1930年代初頭に最後の公開演奏を行う。その頃には、同じくピアニストのポーリーン夫人（旧姓マレット＝プロヴォスト Pauline Mallet-Provost）とともに、オーンスタイン音楽学校をフィラデルフィアに開校した。オーンスタイン夫妻は、1958年に教育界から引退して閉校するまでの間、学校の運営と教育活動に勤しんだ。1970年代半ばになると、オーンスタイン夫妻は公衆の視界に入らなくなってしまう。そのころ音楽学者のヴィヴィアン・パーリスがオーンスタイン夫妻を捜し出し、インタビューを取ることに成功している（夫妻はニューハンプシャー州に自宅を構えていたが、子供達を尋ねて自動車旅行を繰り返していたので所在を確認するのが難しかった）。オーンスタインは、決して作曲活動を止めたわけではなかったが、それまで数十年来作品を出版することには無頓着だった。
1990年には98歳で「ピアノ・ソナタ第8番」が完成され、その世界初演も行われた。各楽章には、以下の題名が付されている。
- 第1楽章「日常の大混乱とささやかな諷刺」 "Life's Turmoil and a Few Bits of Satire"
- 第2楽章「アッティカ旅行～過ぎ去りし子供時代に一粒かそこらの涙」 "A Trip to the Attic — A Tear or Two for a Childhood Forever Gone"

a. 「軍隊ラッパ吹き」 "The Bugler"
b. 「迷子の哀歌」 "A Lament for a Lost Boy"
c. 「出来損ないの子守歌」 "A Half-Mutilated Cradle—Berceuse"
d. 「初めての回転木馬とハーディガーディの音」 "First Carousel Ride and Sounds of a Hurdy-Gurdy")
- 第3楽章「秩序と即興」 "Disciplines and Improvisations"

これらは、ある目に付きやすい時期の経過だけでなく、オーンスタインの相変わらずのユーモアセンスや説明好きを映し出している。
2002年の晩冬に、ウィスコンシン州グリーンベイの老人ホームで他界。108歳。クラシック音楽の作曲家では、ポール・ル・フレムやエリオット・カーターらと並ぶ長寿であった。作曲は亡くなった年まで続けていた。